# Museo de Arte Contemporáneo Esteban Vicente
El Museo de Arte Contemporáneo Esteban Vicente es un museo de la ciudad española de Segovia, que tiene su sede en el denominado Palacio de Enrique IV. Exhibe obras del pintor Esteban Vicente, natural de la provincia. En 2017, se incoó un expediente para declarar la colección del museo como un Bien de Interés Cultural. Esta colección está formada por un conjunto de obras del artista y por la colección permanente así como por el archivo documental y bibliográfico que alberga el museo.

## Descripción
El Museo de Arte Contemporáneo Esteban Vicente, se encuentra ubicado en el que fuera Palacio de Enrique IV, edificio declarado bien de interés cultural ubicado en pleno casco histórico de Segovia, en Castilla y León.
Actualmente el Museo Esteban Vicente ocupa lo que fuera el Hospital de viejos fundado en 1548 por Pedro López de Medina y su mujer Catalina de Barros, al que pertenece la capilla renacentista con el artesonado mudéjar original y las estatuas yacentes de sus fundadores, que en la actualidad realiza las funciones de auditorio del museo. En su rehabilitación que se llevó a cabo según el plan museográfico trazado por Juan Ariño, se pusieron en valor los escasos restos históricos que quedaban y se cuidó especialmente el entorno urbanístico del palacio y sus elementos exteriores, siguiendo un modelo caracterizado por espacios amplios, asépticos y austeros, que otorgan el auténtico protagonismo a las obras.

## Colección

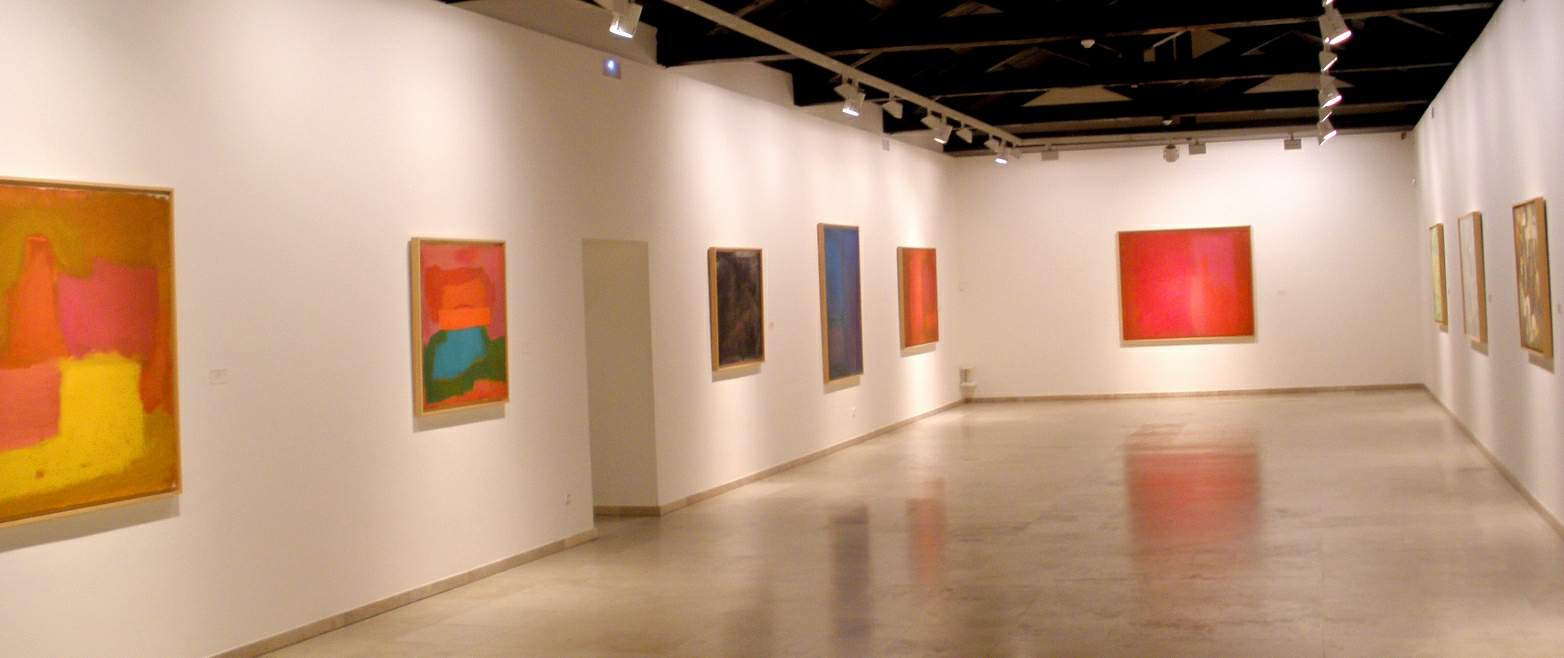
Aspecto de una de las salas del Museo

La colección de obras y documentos que conforman la colección del museo abarca prácticamente toda la trayectoria artística y vital de Esteban Vicente (Turégano, 1903-Long Island, 2001), miembro del expresionismo abstracto de la Escuela de Nueva York, uno de los movimientos artísticos más importantes de la segunda mitad del siglo XX en Norteamérica, por lo que la colección se habría convertido en un punto de referencia para investigadores y estudiosos interesados en la época. En este sentido, la colección Esteban Vicente se configura como un conjunto patrimonial singular, tanto en España como fuera de este país, por cuanto supone la fusión dos mundos y dos tradiciones culturales, la española y la americana, transformadas por el original lenguaje plástico de este artista.
La colección del Museo Esteban Vicente está formada fundamentalmente por 153 obras, donadas por el pintor Esteban Vicente y su esposa, Harriet G. Vicente, y constituye una colección notable en cuanto representa la casi la totalidad de la evolución del pintor Esteban Vicente y sus distintas épocas creativas, así como todos los soportes y técnicas por él utilizados, destacando, con mayor amplitud, la producción realizada en Norteamérica.
De este modo la colección permite conocer la evolución plástica de Esteban Vicente, desde una etapa inicial enmarcada dentro de la pintura figurativa, hasta piezas postcubistas y postimpresionistas creadas entre los años 1920 y 1930, estas últimas relacionadas con la llamada Escuela de París y dentro de una pintura poética relacionada con la generación del 27. Son óleos, dibujos y acuarelas realizadas en las ciudades culturales de la época: Madrid, París, Londres, Barcelona e Ibiza. Así como los primeros óleos y dibujos de su primera época neoyorquina, en 1930. El recorrido histórico y artístico que permite la colección del museo se completa y concluye con dos óleos de 1999 y 2000 respectivamente y un grupo de pasteles de la década de 1990, todos ellos realizados poco antes de su fallecimiento, que demuestran el progresivo grado de decantación, despojamiento y depuración que alcanzó en sus últimos trabajos.

## Historia
Fundado en 1998, el 15 de febrero de 2002 se le concedió una de las Medallas de Oro al Mérito en las Bellas Artes, otorgadas por el Ministerio de Educación, Cultura y Deporte. A lo largo de la década de 2010 ha sufrido diversos problemas de índole económica.
El 6 de octubre de 2017 se incoó un expediente para la declaración como Bien de Interés Cultural, con categoría de colección de bienes muebles, la colección del museo, mediante una resolución publicada el día 30 de ese mismo mes en el Boletín Oficial de Castilla y León.